# Sormida maculicollis
Sormida maculicollis är en skalbaggsart som först beskrevs av Thomson 1865.  Sormida maculicollis ingår i släktet Sormida och familjen långhorningar.
Artens utbredningsområde är Fiji. Inga underarter finns listade i Catalogue of Life.